# Stazione di Edgware
Edgware era una stazione della London and North Eastern Railway (LNER), situata a Edgware, a nord di Londra. Fu aperta nel 1867 e rimase in uso come stazione passeggeri fino al 1939, e in seguito solo come deposito merci fino al 1964.

## Storia

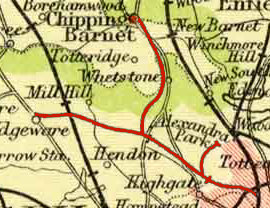
Mappa delle diramazioni delle Great Northern Railway per Edgware, High Barnet e Alexandra Palace, 1900

La stazione fu costruita come capolinea nord della Edgware, Highgate and London Railway (EH&LR), una ferrovia a binario singolo, e fu aperta il 22 agosto 1867 dalla Great Northern Railway (GNR), che aveva rilevato la EH&LR. La linea andava da Finsbury Park a Edgware, passando per Highgate (da dove in seguito furono aperte diramazioni per le stazioni di High Barnet nel 1872 e per Alexandra Palace nel 1873.)
Edgware era stata costruita come stazione passante, in base alla progettata estensione della linea a nord fino a Watford, estensione che non venne mai realizzata. Il progetto fu abbandonato nel 1870. La stazione aveva due banchine, con l'edificio situato al'estremità ovest della banchina in direzione di Londra. Con l'abbandono dell'estensione, la seconda banchina non venne utilizzata dopo il 1872 e ben presto fu demolita.
La stazione, all'apertura, aveva servizi per Finsbury Park, King's Cross e, attraaverso il tunnel ferroviario di Snow Hill, per Blackfriars, fino a Loughborough Junction. Dopo il 1869, i servizi facevano capolinea a Moorgate e, dopo l'apertura del collegamento tra Finsbury Park e Canonbury nel 1875, anche per la stazione di Broad Street (demolita nel 1986), passando per il viadotto della North London Railway.
Nel 1923 la linea divenne parte della London and North Eastern Railway (LNER), in seguito alla legge del 1921 sul raggruppamento delle compagnie ferroviarie britanniche, che creò le cosiddette "grandi quattro".
Nel 1924 la Charing Cross, Euston and Hampstead Railway (oggi parte della linea Northern) aprì la sua estensione dalla stazione di Golders Green fino a un nuovo capolinea nord a Edgware, situato poco a nord della stazione della LNER. I binari della metropolitana passavano sotto quelli della LNER subito a est della stazione. La nuova stazione stimolò rapidamente lo sviluppo urbano e la crescita della popolazione del villaggio di Edgware.
Nel 1935 la London Underground aveva progettato di rilevare il gruppo di linee ferroviarie della LNER nel nord di Londra, incluso il ramo da Finchley a Edgware, come parte del progetto Northern Heights plan nell'ambito del piano di modernizzazione, miglioramento ed espansione della rete metropolitana noto come New Works Programme. Il progetto avrebbe comportato la chiusura della stazione LNER di Edgware. La linea da Finchley Central a Edgware sarebbe stata elettrificata e dotata di un secondo binario, fino al punto di incrocio con la linea Northern. Da qui i treni sarebbero stati instradati sulla linea Northern, verso nuove banchine da costruire nella già esistente stazione della metropolitana.
I lavori iniziarono nei tardi anni trenta, ed erano già abbastanza avanzati quando furono bloccati dallo scoppio della guerra. La sezione da Finchley Central a Edgware fu chiusa al traffico passeggeri il 10 settembre 1939.
Dopo la guerra, la carenza di fondi e l'introduzione della Green belt di Londra, creata per limitare l'espansione urbana nella campagna circostante la metropoli, comportarono la cancellazione dei lavori non completati del New Works Programme nel 1950.
Il deposito merci a Edgware rimase in uso, servito da treni della British Rail, fino al 1º giugno 1964, quando venne chiuso. L'edificio della stazione e le banchine vennero demolite nel 1961 e sul sito ora sorge un centro commerciale. Lungo un lato del parcheggio di quest'ultimo è ancora individuabile un breve tratto del vecchio tracciato, fino al ponte (tuttora esistente) che scavalca i binari della linea Northern.